# Chersonesos
Chersonesos (oldgræsk: Χερσόνησος, tr. Chersonēsos; latin: Chersonesus; byzantinsk græsk: Χερσών; gammel østslavisk: Корсунь, tr. Korsun; ukrainsk og russisk: Херсонес, tr. Khersones også translittereret som Chersonese, Chersonesus, Cherson) er en antik by grundlagt for ca. 2.500 år siden i den sydvestlige del af Krim-halvøen. Kolonien blev etableret i det 6. århundrede f.v.t. af bosættere fra Heraclea Pontica.
Den antikke by ligger på Sortehavskysten i udkanten af Sevastopol på Krim-halvøen, hvor den omtales som Khersones. Byen er blevet kaldt "Det ukrainske Pompeii" og "Det russiske Troja". Stedet er nu en del af den nationale historiske-arkæologiske museum-Zapovednik. Navnet "Chersonesos" på græsk betyder "halvøen", og beskriver rammende det sted, hvor kolonien blev etableret. Det bør ikke forveksles med Taurisk Chersonesos, et navn der ofte anvendes om hele det sydlige Krim.
Under meget af den klassiske periode havde Chersonesos et demokratisk styre bestående af en gruppe valgte "Archons" og et råd kaldet "Demiurgi". Efterhånden blev regeringen mere oligarkisk, med magten koncentreret i hænderne på Archons. En form for ed svoret af alle borgere, i det 3. århundrede f.v.t. har overlevet til i dag. Chersonesos blev indskrevet på UNESCOs Verdensarvsliste i 2013.